# Прелука (Харгита)
Прелука (рум. Preluca) насеље је у Румунији у округу Харгита у општини Галауцаш. Oпштина се налази на надморској висини од 848 m.

## Становништво
Према подацима из 2002. године у насељу је живело 8 становника, од којих су сви румунске националности.